# Elsie Lemón
Elsie Adela Lemón, född Ellingsson 22 mars 1928 i Hällesjö församling, Jämtlands län, död 12 januari 2014 i Skarpnäcks församling, Stockholms län, var en svensk skådespelare och sångerska.

## Biografi
Lemón, som var dotter till kronojägare Ernst Ellingsson och hemmansägare Adéle Hellbom, studerade vid Påhlmans handelsinstitut 1947 och vid Willy Koblancks teaterskola 1949–1952. Hon studerade sång för bland andra Dorothy Irving 1949–1976, vid Poppius journalistskola 1965 och vid Stockholms universitet 1977–1980. Hon var engagerad vid Riksteatern 1956–1959, skådespelare och pedagog vid Teatercentrum 1969–1970 och bedrev experimentverksamhet med nya skolkonsertformer vid Rikskonserter 1970–1972. Hon frilansade som skådespelare och sångerska, som pedagog i röst- och talteknik och muntlig framställningskonst och lärare i dramatisk gestaltning.
Hon var gift från 1959 med byrådirektör Richard Lemón.

## Teater

### Roller (ej komplett)
| År   | Roll        | Produktion                                        | Regi        | Teater   |
| ---- | ----------- | ------------------------------------------------- | ----------- | -------- |
| 1969 | Gruppmedlem | Tolvskillingsoperan Kurt Weill och Bertolt Brecht | Alf Sjöberg | Dramaten |